# FM Dos

Primer logotipo de FM Dos, usado desde 1999 hasta 2021.

FM Dos es una estación radial chilena ubicada en el 98.5 MHz del dial FM en Santiago de Chile. Cuenta con una red de 22 emisoras a lo largo de Chile. Además transmite para todo el territorio chileno por el canal 656 (con D-Box) de la cableoperadora VTR y vía Internet en el resto del país y en todo el mundo.

## Historia
Inició sus transmisiones el 24 de mayo de 1999 reemplazando la frecuencia que originalmente ocupaba Radio Andrés Bello.
La parrilla musical de FM Dos está enfocada netamente a un público más bien juvenil-adulto y contemporáneo, interiorizándose en las personas enamoradas o en una relación sentimental, de hecho su música va dirigida a ellos.[cita requerida]

## Historial de frecuencias
- En mayo de 2008, FM Dos abandona la frecuencia 92.7 MHz de Los Ángeles, siendo vendida y reemplazada por Positiva FM (no tiene relación con IARC), en esta misma fecha se traslada del 101.3 MHz al 96.3 MHz en Chillán (ex-Imagina), ya que la frecuencia anterior (101.3 MHz) fue reemplazada por Radio ADN y al mismo tiempo, la emisora se traslada del 93.5 MHz al 98.1 MHz en Talca, mediante un intercambio de frecuencias con Radio ADN.
- En julio de 2008 se traslada del 105.9 MHz al 104.5 MHz en el Gran Valparaíso (ex-Radioactiva), ya que la frecuencia anterior (105.9 MHz) fue vendida a Radio Valparaíso (no tiene relación con IARC), hoy Radio Pudahuel en el 105.7 MHz, y al mismo tiempo, la emisora se traslada del 102.5 MHz al 89.1 MHz (ex-40 Principales) en San Antonio, ya que la frecuencia anterior fue vendida también a Radio Valparaíso (hoy Positiva FM) (Ambas sin relación con IARC).
- En 2014 se traslada del 107.9 MHz al 105.3 MHz en La Serena y Coquimbo, dejando en el 107.9 MHz a Radio Comunitaria Pinamar (no tiene relación con IARC) y al mismo tiempo, la emisora se traslada del 106.9 MHz al 94.5 MHz en Coyhaique, por ley de radios comunitarias.
- El 3 de agosto de 2020 se traslada del 96.7 MHz al 104.3 MHz en Ovalle (ex-Los 40), ya que la frecuencia anterior (96.7 MHz) fue vendida y reemplazada por Inicia Radio y al mismo tiempo, la emisora se traslada del 89.1 MHz al 100.9 MHz en San Antonio (ex-Los 40), ya que la frecuencia anterior (89.1 MHz) fue vendida y reemplazada por dicha emisora cristiana.
- El 4 de noviembre de 2021 se traslada del 90.7 MHz al 97.1 MHz en Osorno (ex-Los 40), ya que la frecuencia anterior (90.7 MHz) fue vendida y reemplazada por Radio Beethoven (no tiene relación con IARC).
- El 7 de mayo de 2024 se traslada del 106.5 MHz al 89.1 MHz en Villarrica y Pucón (ex-Los 40), ya que la frecuencia anterior (106.5 MHz) fue vendida y reemplazada por Radio Corporación (no tiene relación con IARC).

## Antiguas frecuencias
- 107.9 MHz (La Serena/Coquimbo); hoy Pinamar FM, no tiene relación con IARC.
- 96.7 MHz (Ovalle); hoy Inicia Radio, no tiene relación con IARC.
- 105.9 MHz (Gran Valparaíso); no existe.
- 102.5 MHz (San Antonio); hoy Positiva FM y 89.1 MHz; hoy Inicia Radio, ambas no tienen relación con IARC.
- 93.5 MHz (Talca); hoy ADN Radio Chile.
- 101.3 MHz (Chillán); hoy ADN Radio Chile.
- 92.7 MHz (Los Ángeles); hoy Positiva FM, no tiene relación con IARC.
- 106.5 MHz (Villarrica/Pucón); hoy Radio Corporación, no tiene relación con IARC.
- 90.7 MHz (Osorno); hoy Radio Beethoven, no tiene relación con IARC.
- 106.9 MHz (Coyhaique); disponible solo para radios comunitarias.